# Ubarana
Ubarana is een gemeente in de Braziliaanse deelstaat São Paulo. De gemeente telt 4.855 inwoners (schatting 2009).